# 2470 Agematsu
A 2470 Agematsu (ideiglenes jelöléssel 1976 UW15) a Naprendszer kisbolygóövében található aszteroida. Hiroki Kosai és Kiichiro Hurukawa fedezte fel 1976. október 22-én.